# 自稱與他稱
文化人类学上，他稱或外名（英語：Exonym）指外方語文對一個地方、族群、人物、语言时，使用與當地語文不同的名稱。他稱的存在不只是历史和地理原因，也可能考虑到外来词的发音困难。
相對地，自稱或内名（英語：Endonym）指当地语文对一個地方、族群、人物、语言的通用内部名称。
例如，印度、俄罗斯、埃及和德国分别是四个自稱依次為「भारत」、「Россия」、「مَصر」和「Deutschland」的国家，在汉语里对应的他稱。

## 他稱的种类

### 同源他稱和翻译他稱

#### 同源他稱
例如，伦敦的同源他稱包括：
- （拉丁語）；
- （加泰罗尼亚语、菲律宾语、法语、加利西亚语、葡萄牙语和西班牙语）；
- ()（希腊语）；
- （荷兰语）；
- （意大利语、马耳他语、罗马尼亚语、萨丁尼亚语和土耳其语）；
- （阿尔巴尼亚语）；
- （捷克语和斯洛伐克语）；
- （波兰语）；
- （毛利语）；
- （冰岛语）；
- （愛爾蘭语）;
- （蘇格蘭蓋爾语）;
- （威爾士语）;
- （芬兰语）；
- （波斯语）
- （亞美尼亞语）;
- 伦敦（标准现代汉语）；
- Luân Đôn（越南語）。

#### 意译他稱
例如，荷兰这一国名在荷兰语的自稱为，在法语的他稱为，在意大利语则是，以上三种说法的字面意思都是“低地国家”。

### 本土他稱和借词他稱
他稱可以分为本土他稱和从第三种语言借用的他稱。例如，斯洛文尼亚语使用：
- 本土他稱：（维也纳，字源為「多瑙河」。）和（威尼斯，字源為「威尼托」。）；
- 借词他稱：（基辅）和（维尔纽斯），这两个他稱来自俄语。

## 實例
1. 中文的北京是自稱，法文的是他稱。
2. 意大利首都羅馬的意大利文是自稱，英文的是他稱；俄文的是自稱，中文的俄羅斯是他稱。
3. 英文的是自稱，中文的旧金山是他稱。
4. 英文的是當地地名，中文的基督城是他稱，中國正式的漢譯名克賴斯特徹奇也是他稱因為發音不同。有時即使拼寫相同，發音差異也會使一個地名在不同語文成為他稱。
5. 法國首都巴黎的法文是自稱，英文和德文的是他稱，因為這兩種語文的發音和法文不同；法文中的s不發音，但英文和德文都發音。
6. 東京在日文為自稱，在中文為他稱。
7. 泰語的恭貼（กรุงเทพ）是自稱，全球所稱的曼谷（บางกอก）是他稱
8. 珠穆朗玛峰时称为他稱。

## 減少使用趨勢
20世紀後期，使用他稱引起了爭議。當地人不喜歡有貶低意味的他稱。人們也避免使用涉及敏感歷史的他稱。近年來地理學家致力於減少他稱。例如：現在西班牙文稱土耳其首都安卡拉為，不用以前的他稱。聯合國建議把他稱的使用盡量減至最少。
有時政府會要求外國應使用當地地名，放棄外國沿用的他稱，但實際使用情況各不相同。例如1985年象牙海岸政府要求外國一致使用該國的法文國名，不用他稱。中文的「象牙海岸」来自英文的，因此中文改稱「科特迪瓦」，但在台灣等地仍沿用。2005年韓國政府要求首都的漢譯名，從他稱漢城改為自稱首爾。2018年白俄羅斯要求將其國名的漢譯名改為自稱白羅斯，但民間仍稱呼為「白俄羅斯」。